# Dailymotion
Dailymotion /ˈdeɪliˈmoʊʃən/ est une entreprise française de médias fondée en mars 2005 par les entrepreneurs français Benjamin Bejbaum et Olivier Poitrey, successivement devenue filiale du groupe Orange à partir de 2011, puis rachetée par Vivendi (2015), elle est aujourd'hui transférée au groupe Canal+ (ex-filiale de Vivendi) à partir de fin 2024. Le réseau Dailymotion publie sur son site web du même nom, un service d'hébergement, de diffusion, de partage et de visionnage de vidéo en ligne destiné au grand public. Son principal concurrent international Youtube est lancé aux États-Unis en avril 2005.

## Historique

Ancien siège social, boulevard Malesherbes.

Créée en mars 2005 par Benjamin Bejbaum et Olivier Poitrey à la suite d'un voyage à Los Angeles, la société a bénéficié dès le départ d'un soutien financier de la part d'investisseurs individuels, tout d'abord d'un montant de 250 000 €. En septembre 2006, l'organisation a révélé une levée de fonds auprès de deux fonds d'investissement, Atlas Venture et Partech International, qui leur a permis de recevoir 7 millions d'euros, ce qui a été considéré comme la levée de fonds la plus attendue de l'année dans le Web 2.0 français.
Dailymotion crée en décembre 2007 avec AOL, Google, PriceMinister et Yahoo! l'Association des services Internet communautaires (ASIC) qu'elle co-préside via Giuseppe de Martino pour participer au débat public sur le développement de l'industrie numérique en France.
En janvier 2008, Dailymotion ouvre ses premiers bureaux à Londres, en avril 2009 à New York et s'implante à San Francisco en juillet 2011.
En octobre 2009, l’État français s’introduit dans le capital de Dailymotion par intermédiaire du Fonds stratégique d'investissement détenu à 51 % par la Caisse des dépôts et 49,95 % par l’État.
Le 19 novembre 2009, Dailymotion diffuse une émission de télé-réalité, Politique à domicile, mettant en scène un politique français qui doit préparer un dîner dans un foyer français.
Dailymotion est, depuis 2009, accessible sur téléviseur grâce à la Livebox d'Orange, la Freebox de Free, la Neufbox de SFR, la SFR box et autres télévisions connectées.
Fin 2010, Qualcomm souhaite racheter Dailymotion. Le gouvernement François Fillon (3) s'y oppose et demande à Orange de racheter Dailymotion. En janvier 2011, Orange annonce un accord prévoyant sa montée au capital de la société à hauteur de 49 % sur la base d'une valorisation de 120 millions d'euros. En juin 2012, Orange affirme son intention de prendre désormais le contrôle de l'entreprise avec une participation majoritaire en 2013. Dès le départ, Orange prévient que ce rachat n'est que temporaire, n'investit pas dans Dailymotion et ne construit pas de synergies avec d'autres produits Orange. Devant la fragilité financière de Dailymotion, des négociations pour la revente sont rapidement entamées. Celles avec Yahoo! débutent avant fin 2012.
Le 10 janvier 2013, Orange devient l'unique propriétaire de Dailymotion, en exerçant son option d'achat sur les 51 % du capital qu'il ne détenait pas encore. Le 20 mars 2013, le Wall Street Journal annonce que Yahoo! est en pourparlers avec Orange pour faire l'acquisition de 75 % des parts de Dailymotion. Le 1er mai 2013, Arnaud Montebourg indique qu'il est intervenu pour empêcher cette transaction, ne souhaitant pas qu’elle concerne plus de 50 % des parts. Cette intervention a fait l'objet de controverses,.
En décembre 2013, Dailymotion fait l'acquisition de Jilion, une startup suisse spécialisée dans la personnalisation de lecteurs vidéo multisupports.
En mars 2015, Dailymotion se dote d'une nouvelle identité graphique, par la création d'un nouveau logo et d'un nouvel habillage, et dévoile un nouveau lecteur HTML5, en version bêta sur le site internet.
En mars 2015, le groupe hongkongais PCCW propose à Orange de racheter 49 % de Dailymotion. Le gouvernement Manuel Valls (2) s'y oppose, préférant un acteur français ou européen. L'idée est alors de favoriser le groupe Fimalac, son propriétaire Marc Ladreit de Lacharrière ayant demandé au président français François Hollande de bloquer la vente. Les éditeurs allemands Axel Springer ou Bertelsmann sont également intéressés par le rachat,. Orange et Dailymotion s'opposent au rachat par Fimalac.
Dans la foulée de l'échec de PCCW, le groupe Vivendi propose un rachat des parts de Dailymotion à Orange. Malgré une autre offre déposée par le groupe Axel Springer, c'est cette offre, qui s'élève à 217 millions d'euros pour 80 % du capital, qui est retenue par Orange. En septembre 2015, le groupe Vivendi acquiert 10 % supplémentaires à Orange.
Au début de l'année 2017, la direction annonce l'ouverture d'un nouveau bureau à Abidjan, et table sur un effectif à la fin de l'année 2017 avoisinant les 400 personnes, après avoir atteint un point bas en 2016 à 127 personnes,.
À la suite de l’exercice par Orange d’une option de vente de sa participation résiduelle de 10 %, Vivendi détient 100 % de Dailymotion depuis le 26 juillet 2017.
En janvier 2019, Dailymotion est victime d'une attaque informatique importante destinée à « compromettre les données de ses utilisateurs ».
En mai 2023, Dailymotion annonce revenir auprès du grand public en privilégiant désormais le format vertical et en se distinguant sur l'algorithme proposé sur l'application,. Pour cette occasion, un nouveau logo a été déployé ainsi qu'une nouvelle campagne de communication autour de l'application. La plateforme escompte atteindre un milliard d'utilisateurs d'ici à 2026.
En juin 2024, Maxime Saada cède la place de Directeur Général à Guillaume Clément alors COO depuis 2020. Il conserve toutefois son statut de président.
En septembre 2024, dans l'optique de la scission des activités du groupe Vivendi, la société est transférée vers le Groupe Canal+.

### Identité visuelle (logo)

Logo utilisé du 15 mars 2005 au 14 mars 2015.
Logo secondaire utilisé du 15 mars 2005 au 14 mars 2015.
Troisième logo utilisé le 15 mars 2015 au 11 mai  2023.
Logo actuel de Dailymotion depuis le 11 mai 2023.

### Modèle économique
Depuis ses débuts, le modèle économique de Dailymotion repose essentiellement sur des revenus publicitaires.
Fin 2012, le site diversifie ses revenus avec l'Open VOD, une offre de vidéo à la demande.

## Fonctionnement du service
Utilisant, comme YouTube (jusqu'au 30 mai 2007), la technologie Flash pour diffuser son contenu, il s'en distingue cependant par l'utilisation d'un moteur d'encodage développé en interne et par l'hébergement en interne des contenus proposés. Ce contrôle technologique vient du fait que ses créateurs ont travaillé auparavant chez un hébergeur. Dailymotion conserve l’aspect stéréophonique de la bande-son des vidéos.
Pour organiser l'ensemble des fichiers, Dailymotion fait appel à des catégories (appelées « chaînes »), des mots-clés (comme le fait Flickr, parmi d'autres), ou encore à des groupes. Le site dispose également d'un moteur de recherche interne. Les recherches s'effectuent en tapant des tags et des mots-clés. Les internautes peuvent également laisser des commentaires sur les vidéos et les noter.
Dès février 2008, la HD est proposée, la résolution est de 1280 × 720 pixels,. À partir d'octobre 2008, la qualité « HQ » existe, la définition est de 848 × 480 pixels avec 30 images par seconde. Le H.264 est utilisé pour les images et l'AAC à 96 kb/s pour le son.
En février 2009, le site a abandonné son framework PHP maison lors d'un nouveau développement utilisant Symfony,. On apprend que le service utilise à cette époque 50 machines PHP servant 5 000 pages à la seconde.
En mai 2009, une version du lecteur vidéo sans Flash encore en Pré-bêta a été créée, utilisant entre autres le SVG, le JavaScript et le HTML5 pour sa balise <video>. Visant un système totalement libre, les vidéos (uniquement les MotionMaker et OfficialMaker) ont été reconverties en Ogg Theora. Ces vidéos sont accessibles aux utilisateurs (notamment de Firefox 3.5) en parallèle du site officiel sur openvideo.dailymotion.com, les autres vidéos du site étant visibles comme auparavant en utilisant le plugin flash.

## Audience
En octobre 2012, Dailymotion totalise 110 millions de visiteurs uniques par mois dans le monde, dont 10,2 millions de visiteurs uniques mobiles français. La plate-forme de vidéo réalise 39,2 % de son audience en Europe, 26,9 % en Asie et 16,4 % en Amérique du Nord.
En avril 2015, le site compte 148 millions de visiteurs uniques.
En 2017, l'audience est en baisse par rapport aux années précédentes. Selon ComScore en juillet 2017, le site compte 80 millions de visiteurs uniques incluant les vues sur des sites externes utilisant le lecteur Dailymotion.
En février 2021, selon SimilarWeb, Dailymotion compte 161 millions de visiteurs uniques dont 16,9 % proviennent des États-Unis, 4,18 % du Canada, 8,9 % de la France, 5,62 % du Royaume-Uni et 4,14 % de la Turquie.

### Motionmaker
Un motionmaker est un utilisateur qui n'est pas limité concernant les vidéos qu'il envoie, que ce soit en termes de durée ou de poids des vidéos. Il a la possibilité de voir ses vidéos mises en avant sur la page d'accueil et sur différents espaces de Dailymotion.
Les motionmakers ont la possibilité d'envoyer leurs vidéos comme Creative Content (contenu créatif). Cela veut dire qu'ils mettent leurs vidéos à la disposition de l'équipe éditoriale de Dailymotion, qui peut ensuite décider de mettre en avant la vidéo sur la page d'accueil du site (vidéo star).
Les utilisateurs de Dailymotion peuvent demander au site le statut de motionmaker, il leur sera accordé après vérification des critères de qualité.
En mai 2018, face aux déceptions de certains vidéastes diffusant sur YouTube, Dailymotion leur propose des conditions de monétisation avantageuse. Les YouTubeurs francophones de la première génération regrettent cette initiative tardive de Dailymotion.

### Dailymotion Factory
La Dailymotion Factory est un soutien des projets de ses employés. Dailymotion participe ainsi aux coûts de production du projet et offre une mise en avant sur les différents espaces éditoriaux de la plate-forme. Plusieurs projets ont ainsi vu le jour depuis 2011 : Naosol & Waxx, Runaway et TV Breakdown du duo Computer Speaking qui ont cumulé plus de 100 000 vues.

## Produits

### Dailymotion Games
Ce service entièrement consacré aux jeux vidéo, sur le modèle de Twitch, est lancé en 2015, mais est actuellement inactif. Le service devait proposer l'attribution d'une chaîne à l'utilisateur avec la possibilité de monétiser son contenu. Au lancement de la version bêta, la plateforme ne comptait que quelques dizaines de joueurs et le catalogue de jeux était réduit.

### Dailymotion Cloud
Lancé en octobre 2010, Dailymotion Cloud est la solution B2B d’encodage, de stockage et de diffusion de vidéos en ligne. Cette solution en marque blanche offre différentes fonctionnalités à ses utilisateurs : la personnalisation du lecteur, l'accès à des statistiques, une diffusion « multi-écrans » (téléphones, tablettes...), fonction de partage sur les réseaux sociaux ou encore utilisation pour le direct.
Le service se termine le 12 avril 2015. Les utilisateurs ont migré vers un compte Dailymotion classique ou vers le Programme Partenaire Dailymotion.

### Dailymotion Publisher Network
Depuis la fin de l'année 2011, Dailymotion Publisher Network propose aux éditeurs de sites un partage des recettes publicitaires grâce aux campagnes « in-stream », des publicités incrustées dans le lecteur des vidéos présentes sur leurs sites.

### Open VoD
Open VoD est le programme de vidéo à la demande de Dailymotion. Elle permet aux partenaires de Dailymotion de vendre leurs programmes via la solution de paiement Cleeng.
Dailymotion encaisse alors les paiements des consommateurs et reverse ensuite les sommes aux éditeurs en fonction des parts de revenus convenues entre les deux parties.

## Affaires judiciaires
Dailymotion a été poursuivi en justice par Jean-Yves Lafesse et Omar et Fred, en 2008, pour diffusion sans autorisation de leurs sketchs. Le tribunal a jugé que la société Dailymotion était un hébergeur et non un éditeur, et qu'il n'avait en conséquence pas une obligation de l'initiative du contrôle des vidéos qu'il contient, mais l'obligation du retrait de vidéos signalées comme violant le droit d'auteur. Cette jurisprudence a été confirmée par la cour d'appel de Paris dans des arrêts du 6 mai 2009 et du 16 septembre 2009.
Le 17 février 2011, la Cour de cassation, la plus haute juridiction de l'ordre judiciaire français, a confirmé le statut d'hébergeur de Dailymotion. En 2007, le site avait été condamné en première instance par le tribunal de grande instance de Paris pour « contrefaçon et parasitisme », décision annulée par la Cour d'appel en 2009 qui avait souligné le statut d'hébergeur de la plate-forme de vidéo et non celui d'éditeur de service web. Cette affaire était née de la plainte des sociétés Nord-Ouest Production et UGC Images du fait de la mise en ligne du film Joyeux Noël, de Christian Carion, sur la plate-forme de vidéos.
En 2012, le tribunal de grande instance de Paris condamne Dailymotion pour ne pas avoir retiré rapidement des contenus du groupe TF1, les faits remontant à 2007. Le statut d'hébergeur de Dailymotion est cependant confirmé.

### Système de filtrage de contenu
En 2007, Dailymotion s'est équipé d'un système de filtrage des contenus sur la base du logiciel Vobile dénommé par la suite Brightcove.
Le 5 mars 2009, la société Dailymotion et les auteurs du film Joyeux Noël ont signé un accord de retrait du film de la plate-forme, qui avait suscité une demande de dommages-intérêts à l'encontre de Dailymotion. Cet accord, en accord avec la procédure française, a permis de clore le différend opposant les parties.
En 2009, Dailymotion installe un second système de contrôle des droits, celui-ci étant développé en interne.